# 뮤티즌
뮤티즌(MUTIZEN)은 대한민국의 음악 관련 포털커뮤니티 사이트이다. 사랑해음악블로그로 시작하여 국내대표커뮤니티로 성장하였다. 현재 (주)뮤티즌에서 운영하고 있다.

## 역사
뮤티즌의 역사는 다음과 같다
- 2010년
  - 11월 24일 - '사랑해음악블로그'로 음악커뮤니티 시작.
- 2012년
  - 2월 1일 - 국내전체블로그 랭킹1위 및 전체사이트99위(실시간접속자8,900명) 랭크.
- 2012년
  - 4월 20일 - '뮤티즌'은 mutizen.co.kr이라는 도메인으로 분리.
- 2013년
  - 1월 1일 - 주식회사 '뮤티즌'회사창립
  - 4월 10일 - 사이트 개편, 본격적 운영. 초기 회원 약 2,000명.
  - 7월 18일 - 웹사이트 순위 분석기관(랭키닷컴)에 커뮤니티포털로 등록.
  - 11월 20일 - 국내전체 커뮤니티포털순위 12위권에 진입, 회원수 1만명 돌파.
  - 12월 1일 - 사이트 2차개편, 컨텐츠 대대적인 추가.
- 2014년
  - 10월 1일 - 뮤티즌 모바일버전(m.mutizen.co.kr) 오픈.